# KM-1
KM-1 – Krypa minowa Marynarki Wojennej II RP, była lichtuga „Stefek” z Towarzystwa „Żegluga Wisła-Bałtyk”.

## Historia
W 1928 roku Marynarka Wojenna II RP zakupiła od Towarzystwa „Żegluga Wisła-Bałtyk” 5 lichtug, z których 3 przerobiono na krypy minowe pod kierownictwem inż. Aleksandra Potyrały. Do 1928 roku „KM-1” nazywała się „Stefek”. Do 1938 roku podczas służby krypa sporadycznie wychodziła w morze na ćwiczenia ze stawiania min holowana przez holownik „Lech” lub „Smok”. Od 1938 roku, po wprowadzeniu do służby stawiacza min ORP „Gryf” funkcje kryp ograniczono do pływających magazynów minowych. Pod koniec sierpnia 1939 roku, krypę wyholowano na Zatokę Gdańską. 15 września polscy marynarze dokonali samozatopienia krypy. W zapisie w Dzienniku Wojennym Dowództwa Twierdzy Gdynia na dzień 12 grudnia 1939 roku, podane jest że na dnie między Jastarnią a Chałupami zatopiona jest jeszcze krypa „KM-1” lub „KM-2”. Z nieznanych niemieckich publikacji z lat 80. wynika że krypy „KM-1” i „KM-3” podniesiono z dna 16 grudnia 1939 roku. Po modernizacji, przebudowie na zbiornikowiec paliwowy i ustawieniu silnika w latach 1940-1943 jednostka weszła w skład Marynarki Handlowej III Rzeszy jako „Plehnendorf”. Po wojnie 21 czerwca 1946 roku jednostkę wcielono do Marynarce Wojennej PRL pod nazwą „Z-1” (Ślimak), jako zbiornikowiec. Po wycofaniu ze służby w MW , okręt sprzedano cywilnemu armatorowi gdzie pływał pod nazwą „Rakoń”, dalszy los jednostki nieznany.

## Konstrukcja
Wyporność krypy wynosiła 650 ton, a długość 45,2 metra. Szerokość „KM-1” wynosiła 8,4 metra. W 1943 roku zamontowano na jednostce jeden 6-cylindrowy silnik MWM (Motorenwerke Mannheim) o mocy 300 KM. Uzbrojenie jednostki stanowiły: 80 do 120 min morskich wz. 08 i wz.08M oraz 1 karabin maszynowy do samoobrony. Wyposażenie stanowiły: 3 bomy ładunkowe na 2 masztach oraz winda z silnikiem spalinowym. Załogę stanowiło 8 osób, a byli to: 
- komendant w stopniu bosmana
- zastępca komendanta w stopniu mata
- torpedominer w stopniu bosmana
- motorzysta
- 4 minerów-marynarzy

Na rufie znajdował się magazyn czopów. Na dziobie i na rufie były magazyny zapalników.